# Paweł Hulewicz
Paweł Hulewicz herbu Nowina (ur. w 1750 w Ujłowie koło Krystynopola, zm. 15 kwietnia 1817 w Glińsku w powiecie winnickim) – szambelan królewski w 1777 roku, pisarz ziemski włodzimierski w latach 1780-1794, konsyliarz konfederacji generalnej koronnej w konfederacji targowickiej w 1792 roku, poeta, tłumacz dzieł Owidiusza.
Był posłem województwa czernihowskiego na sejm 1786 i województwa wołyńskiego na Sejm Czteroletni w 1788 roku. Podpisał manifest przeciwko uchwaleniu Konstytucji 3 Maja. Figurował na liście posłów i senatorów posła rosyjskiego Jakowa Bułhakowa w 1792 roku, która zawierała zestawienie osób, na które Rosjanie mogą liczyć przy rekonfederacji i obaleniu dzieła 3 maja. Rotmistrz targowickiej formacji Brygady Kawalerii Narodowej Znaków Hussarskich pod Imieniem Województwa Kijowskiego. Związany ze Szczęsnym Potockim, od którego otrzymał w dzierżawę Krystanówkę i Zaboże oraz wsie w kluczu humańskim (Berestowiec, Jarowatka, Cybermanówka). Należał do loży wolnomularskiej w Tulczynie. Po rozbiorach został austriackim urzędnikiem we Lwowie. 